# Porto Covo
Porto Covo is een van de twee freguesias in de Portugese gemeente Sines, gelegen op ongeveer 160 kilometer ten zuiden van de hoofdstad Lissabon in de regio Alentejo. De freguesia heeft een oppervlakte van 48,73 km² en telt 1160 inwoners (2001), waarmee het een dichtheid heeft van 22,9 inw./km². De plaats is binnen Portugal bekend om haar stranden.
Nabij de kust ligt het eiland Pesseguiero, waarop een fort gelegen is.
De freguesia werd geformeerd op 31 december 1984 door de desanexação van de freguesia Sines. Het eiland Pessegueiro behoort ook tot de freguesia.

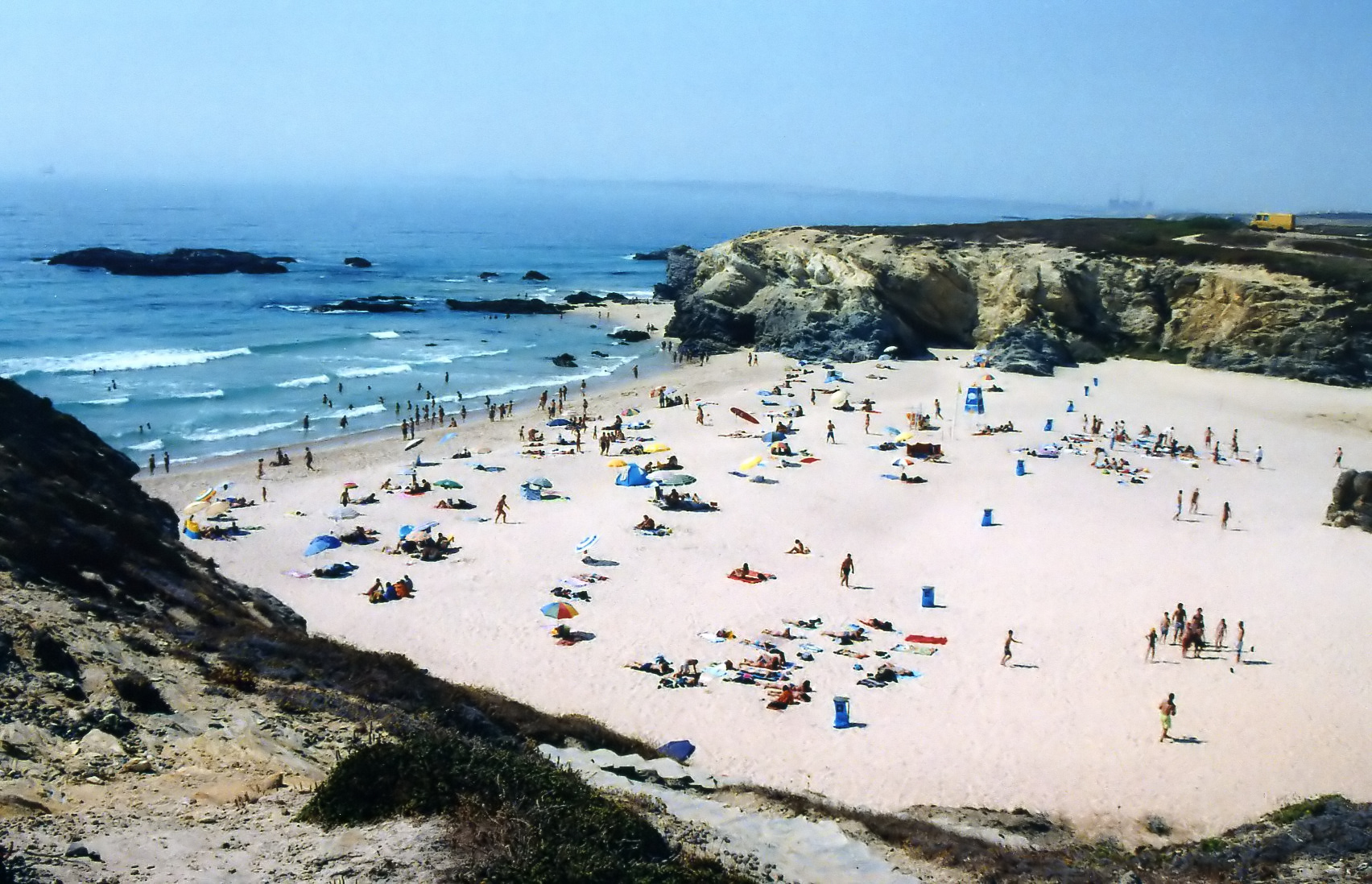
Het strand van Porto Covo
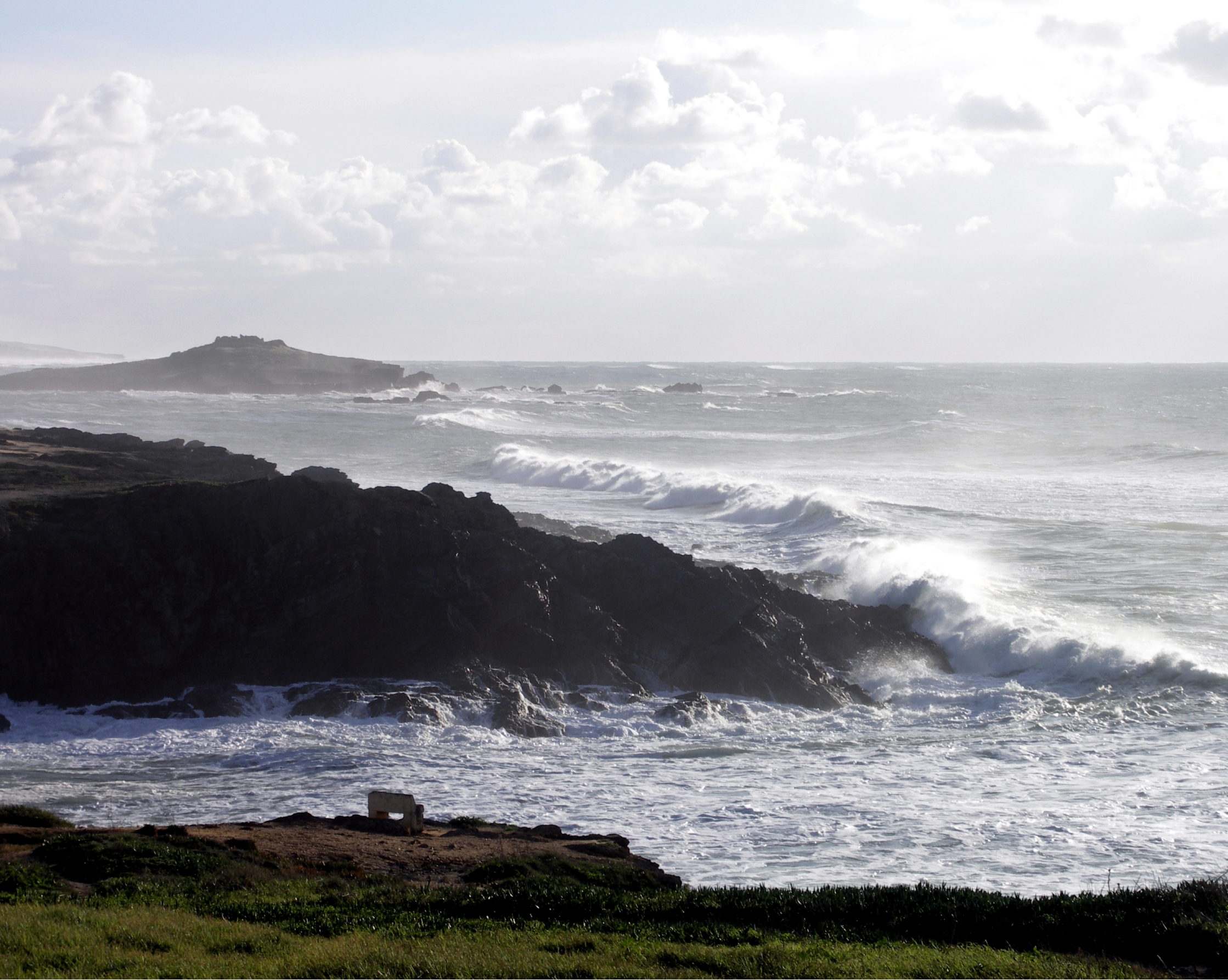
Zicht op Pesseguiero in de winter
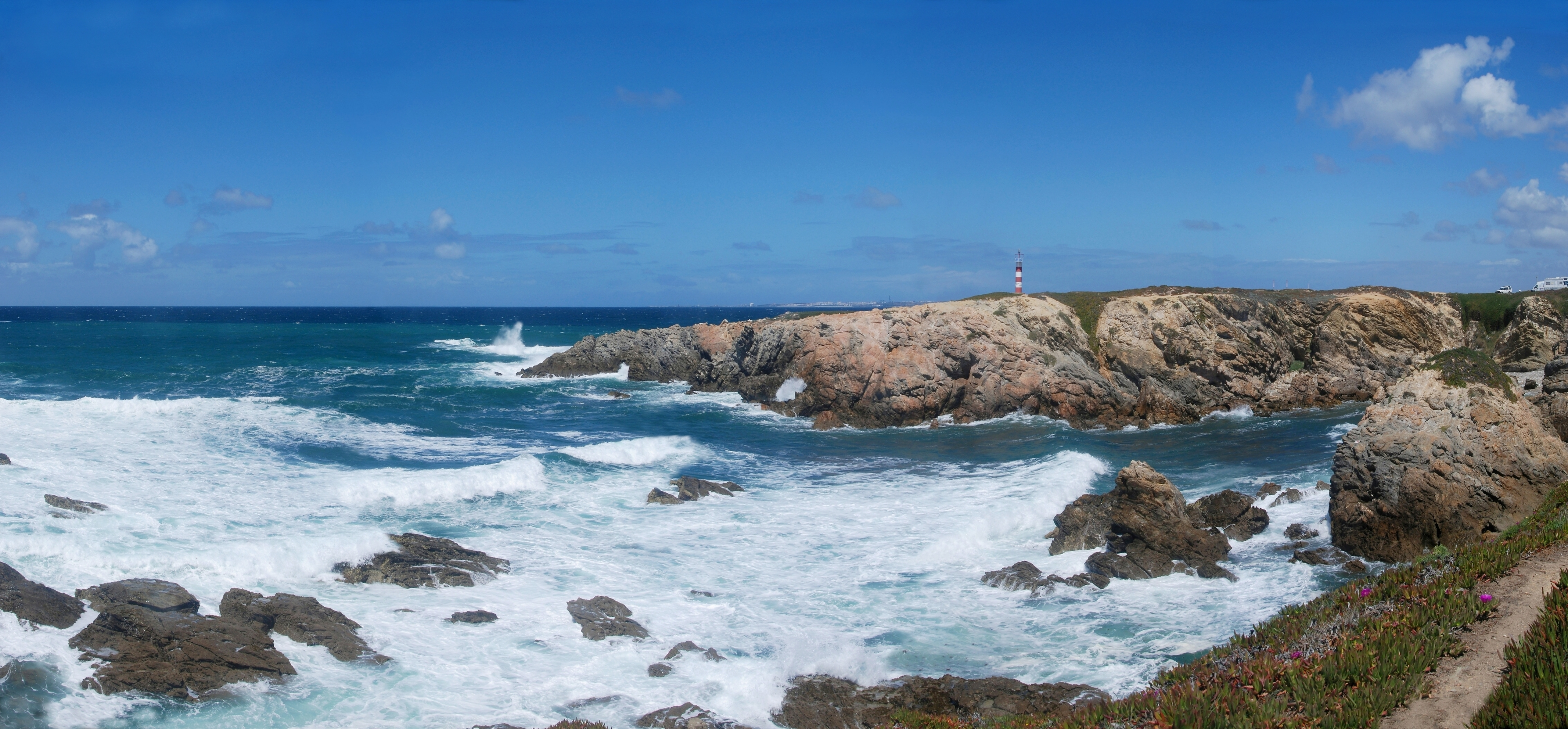
De branding in Porto Covo